# Red Bull RB15
La Red Bull RB15 è la quindicesima monoposto di Formula 1 prodotta dalla Red Bull Racing, realizzata per partecipare al campionato mondiale di Formula 1 2019.

## Livrea
Inizialmente viene presentata con una livrea speciale per lo shakedown, caratterizzata dal toro stilizzato e delle strisce rosse su tutta la vettura, successivamente, per i test, viene presentata la livrea ufficiale, uguale in ogni dettaglio alla livrea dell'anno precedente, che differisce solo per il logo del nuovo fornitore Honda, sul musetto e sul cofano motore.
La livrea definitiva, utilizzata durante tutta la stagione, rimane invariata rispetto a quella della RB14.
In occasione del Gran Premio di Gran Bretagna, la Red Bull, in virtù del title sponsor Aston Martin, presenta una livrea speciale dedicata al mondo di James Bond in occasione del 1007º Gran Premio di Formula 1. Essa differisce rispetto a quella ordinaria per l'aggiunta del logo del franchise 007 sulla parte anteriore dell'ala posteriore e ai lati della cellula di sopravvivenza e l'applicazione, sul retro dell'ala mobile, della riproduzione delle targhe d'immatricolazione di due delle vetture utilizzate nelle pellicole della saga. Sulla vettura di Max Verstappen è presente la targa dell'Aston Martin DB5 del film Goldfinger, mentre su quella di Pierre Gasly è presente quella dell'Aston Martin V8 di The Living Daylights.

## Contesto

### Il passaggio ai motori Honda
Il 19 giugno 2018, la Red Bull annuncia una partnership di durata biennale con Honda a partire dal 2019: il team di Milton Keynes perde di conseguenza la fornitura di motori da parte della Renault di cui è stato cliente dal 2007 al 2015 e dal 2016 al 2018 sotto il nome Tag Heuer, vincendo otto titoli mondiali insieme tra il 2010 e il 2013. Per la prima volta dal suo rientro nella massima serie, la Honda schiera in griglia di partenza due team spinti dal proprio V6, infatti, oltre al team austriaco, la casa nipponica fornisce le power-unit anche al team satellite.

### Piloti

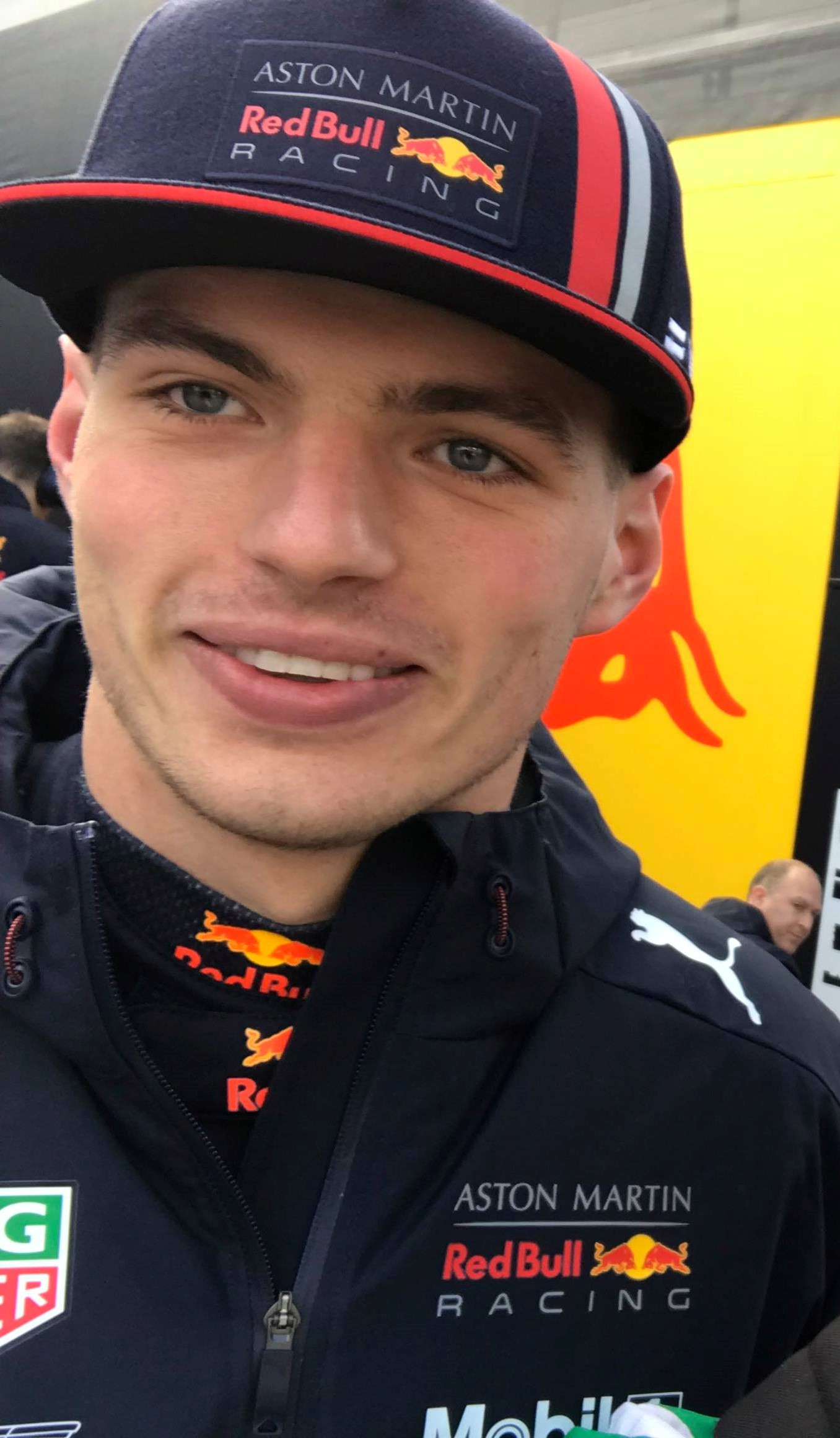
Max Verstappen viene confermato dal team per il quarto anno consecutivo

Per il terzo anno di fila, l'olandese Max Verstappen è confermato nel team, mentre l'australiano Daniel Ricciardo abbandona inaspettatamente il team dopo cinque stagioni di permanenza nelle quali ha collezionato 7 vittorie e 29 podi totali: l'ex HRT e Toro Rosso verrà poi ingaggiato dalla Renault con un contratto di durata biennale. Il posto del partente Ricciardo viene preso da Pierre Gasly: il francese, talento della academy Red Bull, viene "promosso" nel team dopo aver militato in Toro Rosso.

## Caratteristiche

### Aerodinamica

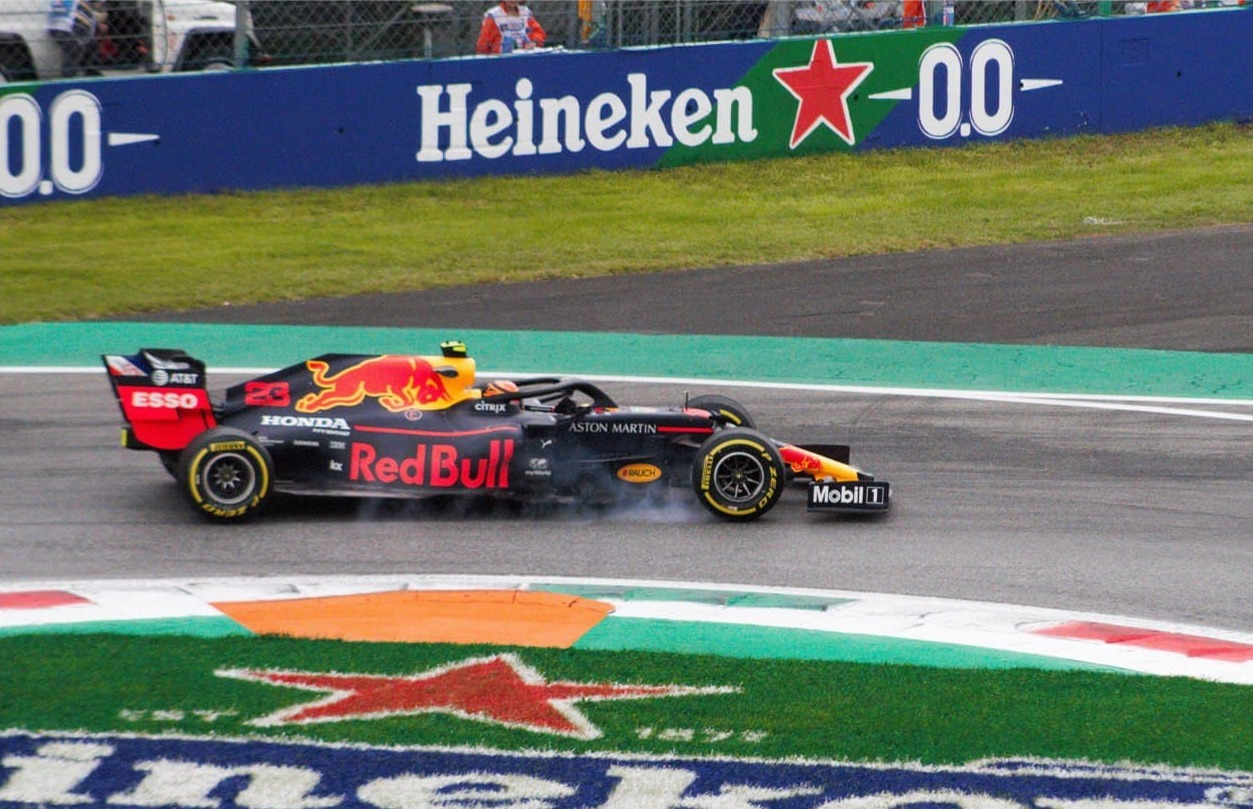
Alexander Albon in azione durante il Gran Premio d'Italia

La RB15 è effettivamente dotata di alcune novità che rivelano quanto sia stato accurato il lavoro sull’aerodinamica, nonostante non abbia snaturato con le nuove regole aerodinamiche il concetto che ha spinto lo sviluppo della Red Bull nel recente passato. L’ala anteriore risulta essere più semplificata e non solo, ma è presente anche un piccolissimo ricciolo nel punto dove iniziano i cinque flap nel tentativo di dar vita a un vortice. Il muso si stringe in alto, in prossimità dell’attacco alla scocca, ma resta piuttosto generoso in prossimità dei piloni di sostegno dell’ala. Il muso rettangolare è più sporgente di 4-5 centimetri di quello 2018. Nella zona centrale, le pance mantengono la filosofia della RB14: la bocca dei radiatori è compresa fra la cintura del telaio e il cono antintrusione laterale che è stato abbassato al suo massimo regolamentare. Gli specchietti hanno i due supporti che sono parte integrante del profilo alare che fa da coperchio alle fiancate e che hanno dunque funzione aerodinamica. Le fiancate che sono molto corte e con un andamento tronco-piramidale: più strette in alto e più larghe sotto che sfociano in coda con degli sfoghi di aria calda molto piccoli. C'è la presenza dell'S-duct e potrebbe essere utile per incrementare l’apporto di aria verso la sezione superiore del muso attraverso un abbassamento della pressione. Dal Gran Premio del Canada il team aggiunge due profili alari di supporto ai lati dell'S-duct, mentre dal Gran Premio del Giappone viene introdotta una versione aggiornata di quest'ultimo, più piccola rispetto alla precedente. Nel corso della stagione vengono inoltre apportate modifiche anche agli specchietti, ora più piatti e più sagomati nella parte esterna.

### Meccanica

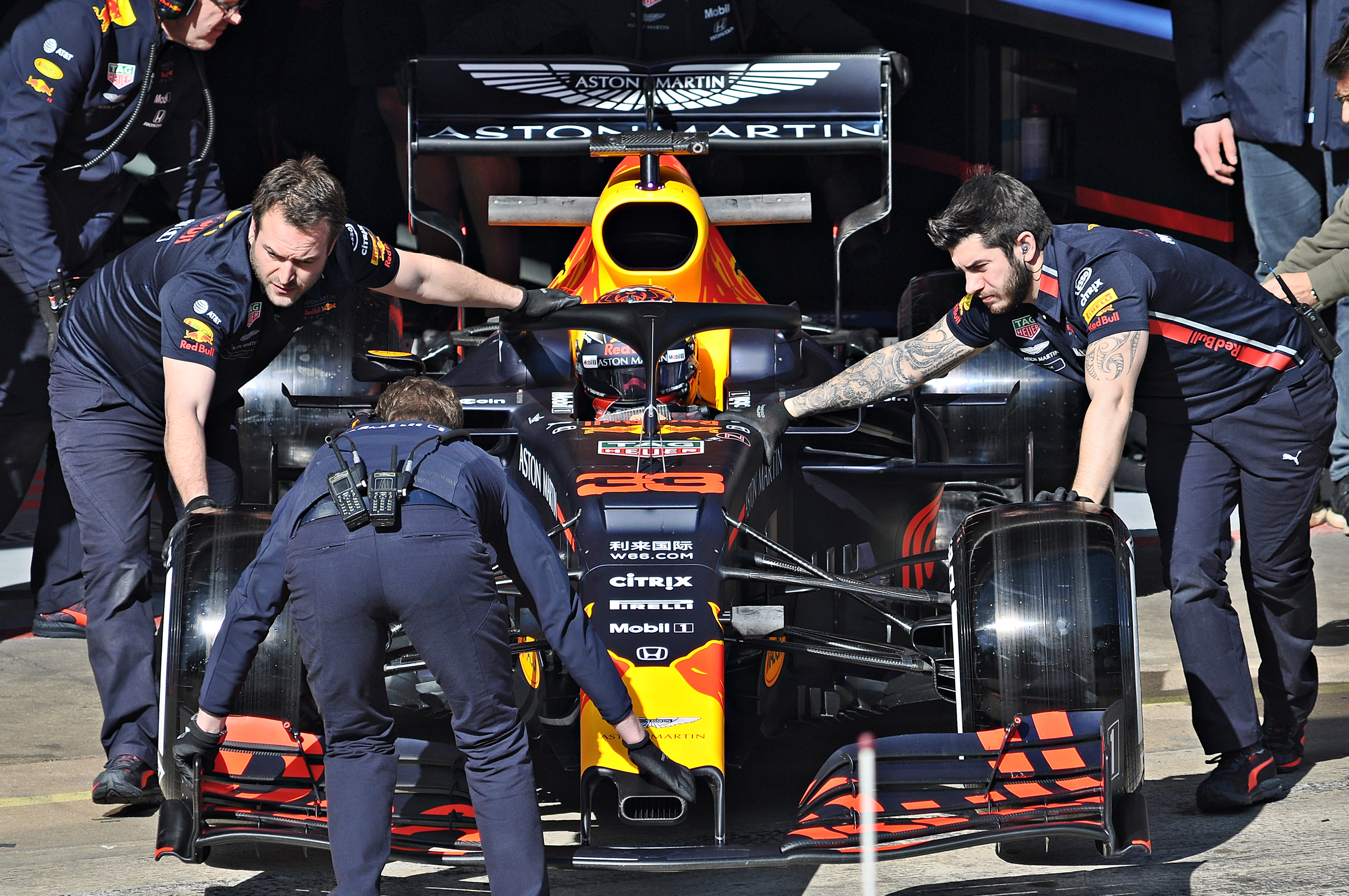
La RB15 di Verstappen circondata dai meccanici durante i test di Barcellona

Il nuovo motore progettato per la RB15 è un Honda RA619H, da 1,6 litri con 6 cilindri a V, sovralimentato con doppia turbina, separate dalla MGU-H, poste proprio in mezzo alla V del motore termico, rendendolo più compatto ed efficiente, mentre il pacco batterie e il sistema ECU risultano distaccati dalla power unit. Questa nuova unità progettata dai tecnici della casa dell'ala dispone di 940 CV mentre il sistema ERS è in grado di rilasciare 4 MJ di potenza verso le ruote posteriori, fornendo almeno 30 secondi di potenza aggiuntiva per ogni giro. Nel corso della stagione, l'unità è stata migliorata, arrivando ad avere 20 cavalli in meno rispetto al propulsore Mercedes e toccando il picco di velocità ad Abu Dhabi con 345,6 km/h, 15 in più delle due Ferrari SF90. Lo schema delle sospensioni riprende quello degli anni passati ed in uso da molti team: anteriore di tipo push rod e posteriore a schema pull rod. La gobba del vanity panel nella parte anteriore nasconde un terzo elemento a comando idraulico più sporgente del solito, mentre nella parte posteriore il puntone lungo va a infulcrarsi ai cinematismi collocati fra motore e cambio. Il triangolo superiore ha il bracket sporgente, ma molto meno rispetto ad altre soluzioni. Il supporto dell'ala è a singolo pilone. Infine da sottolineare che nonostante il nuovo regolamento, anche la RB15, così come le sue antenate, mantiene un assetto rake piuttosto pronunciato e non abbandona perciò la filosofia adottata in pregresso.

### Fornitori
Esso e Mobil 1 sono rispettivamente i fornitori di benzina e olio, mentre la OZ Racing fornisce al team i cerchi da 13″ e Brembo l'impianto frenante. Inoltre, come tutte le altre squadre, anche la Red Bull monta gomme Pirelli come da regolamento.

## Presentazione
La nuova Red Bull è stata presentata il 13 febbraio 2019 sul Circuito di Silverstone, svolgendo uno shakedown iniziale lungo il tracciato con i due piloti titolari che si sono alternati alla guida.

## Scheda tecnica
| Caratteristiche tecniche - Red Bull RB15               | Caratteristiche tecniche - Red Bull RB15                         | Caratteristiche tecniche - Red Bull RB15                         | Caratteristiche tecniche - Red Bull RB15                                                               | Caratteristiche tecniche - Red Bull RB15                                                               | Caratteristiche tecniche - Red Bull RB15                                                               |
| ------------------------------------------------------ | ---------------------------------------------------------------- | ---------------------------------------------------------------- | --- | --- | --- |
|                                                        |                                                                  |                                                                  | | | |
| Configurazione                                         |                                                                  |                                                                  | | | |
| Carrozzeria: monoposto                                 | Carrozzeria: monoposto                                           | Posizione motore: centrale                                       | Posizione motore: centrale                                                                             | Trazione: posteriore                                                                                   | Trazione: posteriore                                                                                   |
| Dimensioni e pesi                                      |                                                                  |                                                                  | | | |
| Ingombri (lungh.×largh.×alt. in mm): 5143 × 2000 × 950 | Ingombri (lungh.×largh.×alt. in mm): 5143 × 2000 × 950           | Ingombri (lungh.×largh.×alt. in mm): 5143 × 2000 × 950           | Ingombri (lungh.×largh.×alt. in mm): 5143 × 2000 × 950                                                 | Diametro minimo sterzata:                                                                              | Diametro minimo sterzata:                                                                              |
| Interasse:                                             | Interasse:                                                       | Carreggiate: anteriore 1600 - posteriore 1550 mm                 | Carreggiate: anteriore 1600 - posteriore 1550 mm                                                       | Altezza minima da terra:                                                                               | Altezza minima da terra:                                                                               |
| Posti totali: 1                                        | Posti totali: 1                                                  | Bagagliaio:                                                      | Bagagliaio:                                                                                            | Serbatoio: 110 kg                                                                                      | Serbatoio: 110 kg                                                                                      |
| Masse                                                  | / in ordine di marcia: 743 kg                                    | / in ordine di marcia: 743 kg                                    | / in ordine di marcia: 743 kg                                                                          | / in ordine di marcia: 743 kg                                                                          | / in ordine di marcia: 743 kg                                                                          |
| Meccanica                                              |                                                                  |                                                                  | | | |
| Tipo motore: Honda RA619H, V6 1.6 turbo                | Tipo motore: Honda RA619H, V6 1.6 turbo                          | Tipo motore: Honda RA619H, V6 1.6 turbo                          | Cilindrata: 1600 cm³                                                                                   | Cilindrata: 1600 cm³                                                                                   | Cilindrata: 1600 cm³                                                                                   |
| Distribuzione: pneumatica                              | Distribuzione: pneumatica                                        | Distribuzione: pneumatica                                        | Alimentazione: 500 bar – diretta                                                                       | Alimentazione: 500 bar – diretta                                                                       | Alimentazione: 500 bar – diretta                                                                       |
| Prestazioni motore                                     | Potenza: 940 CV                                                  | Potenza: 940 CV                                                  | Potenza: 940 CV                                                                                        | Potenza: 940 CV                                                                                        | Potenza: 940 CV                                                                                        |
| Accensione: elettronica Microsoft                      | Accensione: elettronica Microsoft                                | Accensione: elettronica Microsoft                                | Impianto elettrico: MES-Microsoft                                                                      | Impianto elettrico: MES-Microsoft                                                                      | Impianto elettrico: MES-Microsoft                                                                      |
| Frizione: multidisco                                   | Frizione: multidisco                                             | Frizione: multidisco                                             | Cambio: longitudinale Honda, 8 marce + retromarcia, con comando semiautomatico elettronico sequenziale | Cambio: longitudinale Honda, 8 marce + retromarcia, con comando semiautomatico elettronico sequenziale | Cambio: longitudinale Honda, 8 marce + retromarcia, con comando semiautomatico elettronico sequenziale |
| Telaio                                                 |                                                                  |                                                                  | | | |
| Corpo vettura                                          | in materiale composito a nido d'ape con fibra di carbonio        | in materiale composito a nido d'ape con fibra di carbonio        | in materiale composito a nido d'ape con fibra di carbonio                                              | in materiale composito a nido d'ape con fibra di carbonio                                              | in materiale composito a nido d'ape con fibra di carbonio                                              |
| Sospensioni                                            | anteriori: push -rod / posteriori: pull-rod                      | anteriori: push -rod / posteriori: pull-rod                      | anteriori: push -rod / posteriori: pull-rod                                                            | anteriori: push -rod / posteriori: pull-rod                                                            | anteriori: push -rod / posteriori: pull-rod                                                            |
| Freni                                                  | anteriori: Brembo / posteriori: Brembo                           | anteriori: Brembo / posteriori: Brembo                           | anteriori: Brembo / posteriori: Brembo                                                                 | anteriori: Brembo / posteriori: Brembo                                                                 | anteriori: Brembo / posteriori: Brembo                                                                 |
| Pneumatici                                             | Pirelli / Cerchi: O.Z da 13 in                                   | Pirelli / Cerchi: O.Z da 13 in                                   | Pirelli / Cerchi: O.Z da 13 in                                                                         | Pirelli / Cerchi: O.Z da 13 in                                                                         | Pirelli / Cerchi: O.Z da 13 in                                                                         |
| Prestazioni dichiarate                                 |                                                                  |                                                                  | | | |
| Velocità: <345,6 km/h km/h                             | Velocità: <345,6 km/h km/h                                       | Velocità: <345,6 km/h km/h                                       | Accelerazione:                                                                                         | Accelerazione:                                                                                         | Accelerazione:                                                                                         |
| Altro                                                  |                                                                  |                                                                  | | | |
| Energia batteria (a giro) 4 MJ                         | Sistema ERS                                                      | Sistema ERS                                                      | Sistema ERS                                                                                            | Sistema ERS                                                                                            | Sistema ERS                                                                                            |
| Potenza MGU-K: 120 kW                                  | Giri max MGU-K: 50 000 giri/min Giri max MGU-H: 125 000 giri/min | Giri max MGU-K: 50 000 giri/min Giri max MGU-H: 125 000 giri/min | Giri max MGU-K: 50 000 giri/min Giri max MGU-H: 125 000 giri/min                                       | Giri max MGU-K: 50 000 giri/min Giri max MGU-H: 125 000 giri/min                                       | Giri max MGU-K: 50 000 giri/min Giri max MGU-H: 125 000 giri/min                                       |

## Carriera agonistica

### Test

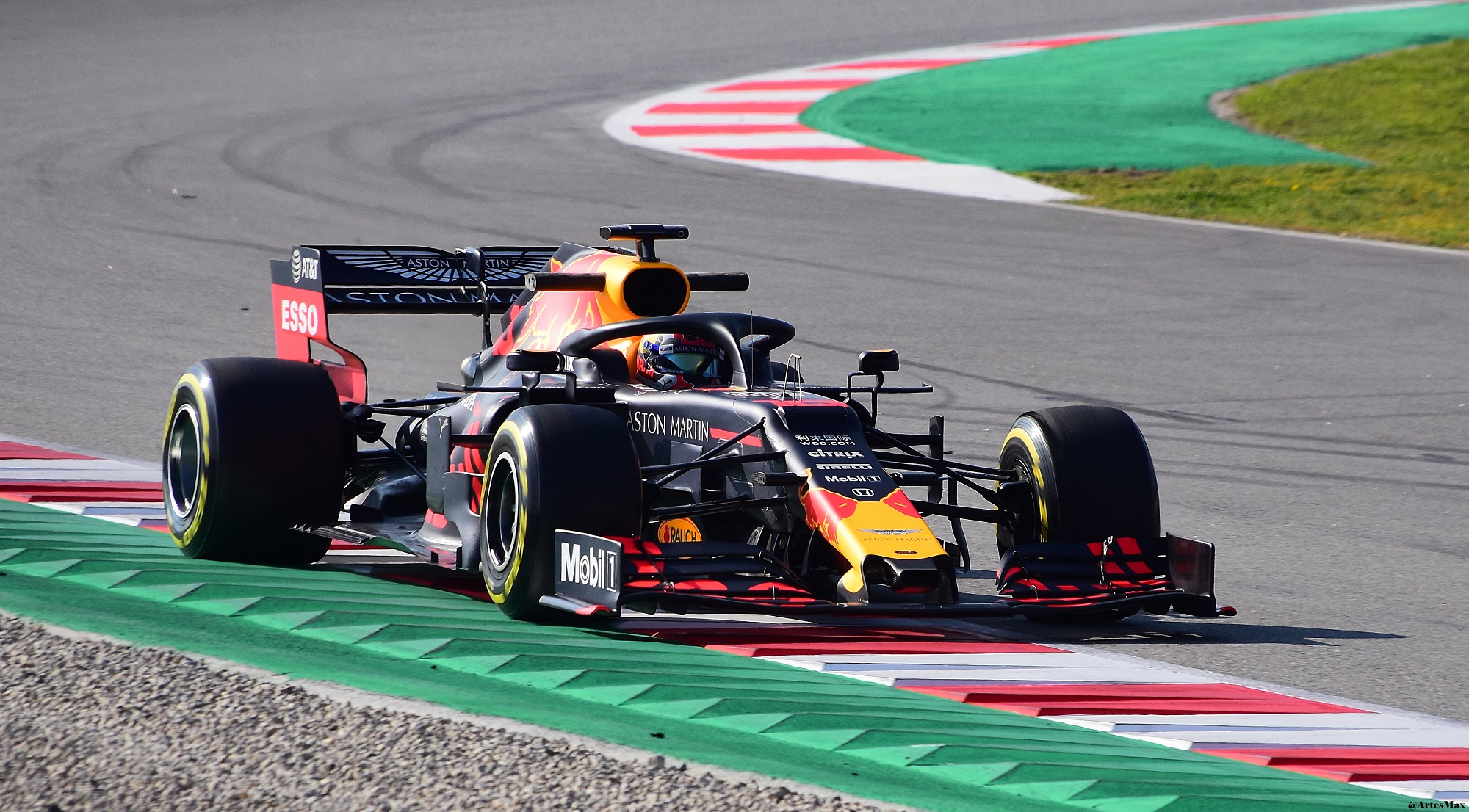
Pierre Gasly in pista durante i test pre-campionato

Nella prima giornata di test a Barcellona, Verstappen è riuscito a mettere insieme ben 128 giri senza problemi particolarmente evidenti ed ha chiuso in quarta posizione con un 1'19"426 con gomme a mescola C3. L'olandese ha anche provato più volte a ritoccare la sua prestazione, ma senza riuscirci. Anche la seconda giornata è positiva per il team, che chiude al 7º posto con Gasly al debutto sulla RB15. Anche il francese è riuscito ad accumulare tanti chilometri senza problemi alla power unit Honda. Nel finale è finito in testacoda e poi a muro alla curva 11, chiudendo così anzitempo la sua giornata. Per lui alla fine ci sono stati 92 giri, il migliore in 1'19"814 ottenuto con le gomme C3. Nel terzo giorno Verstappen completa 109 giri e chiude al quinto posto, con un 1'18"787 ottenuto con gomme C3, mentre nell'ultima giornata Gasly chiude in undicesima posizione con un tempo di 1'18"780 e ben 146 giri, prova del fatto che la nuova power unit si conferma ancora affidabile.
Nei secondi test, sempre a Barcellona, Gasly chiude secondo a 6 millesimi dalla McLaren di Lando Norris con un 1'17"715 ottenuto con gomme C3 mentre Verstappen chiude la seconda giornata al sesto posto, compiendo 128 giri e facendo più simulazioni di long run. Il terzo giorno Gasly ha un brutto incidente alla Curva 9: Il francese ha perso il controllo della sua monoposto in ingresso curva ed è finito contro le barriere di protezione esterne, demolendo la vettura. Viene trasportato al centro medico dove fortunatamente non gli vengono riscontrate gravi lesioni. Tuttavia la monoposto scende regolarmente in pista anche nell'ultima giornata, ma Verstappen riesce a percorrere appena 29 giri ed è costretto a saltare tutta la sessione pomeridiana a causa di un guasto al cambio che i meccanici del team di Milton Keynes non sono riusciti a risolvere in tempo per rimandare la RB15 in pista prima della fine dei test invernali.

### Stagione

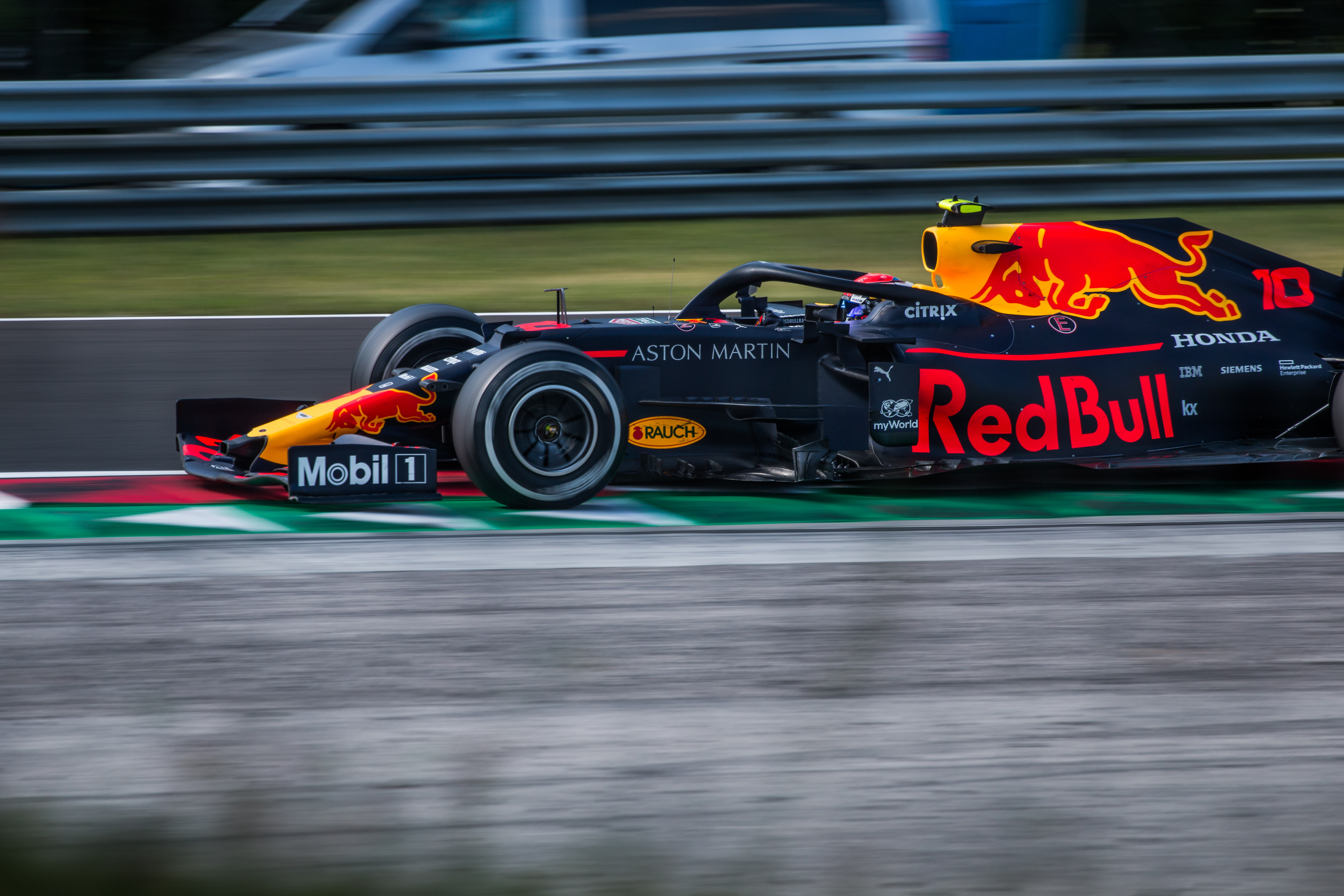
Pierre Gasly in azione all'Hungaroring: per il francese è l'ultimo Gran Premio al volante della Red Bull

La prima qualifica stagionale in Australia vede Gasly restare escluso nel Q1 e qualificarsi 17º, con Max Verstappen in quarta posizione. In gara l'olandese termina sul podio, terzo: per la Honda è il primo podio dal rientro in Formula 1 e il primo dal Gran Premio di Gran Bretagna 2008 quando fu Rubens Barrichello a portare la Honda RA108 sul podio; Gasly invece non va oltre l'undicesimo posto, venendo superato anche dalla Toro Rosso di Daniil Kvjat nel finale di gara. Nelle tre gare successive in Bahrain, Cina ed Azerbaijan la scuderia non ottiene altri podi: Verstappen tre quarti posti, mentre Gasly fatica soprattutto in qualifica, entrando in Q3 solo in Cina, gara in cui ottiene il miglior piazzamento, un sesto posto. In Spagna Verstappen torna sul podio con un 3º posto, davanti a Gasly che conclude 6º. Nel Gran Premio di Monaco Verstappen arriva secondo dopo una lunga battaglia con Lewis Hamilton, ma perde il podio per una penalità di 5 secondi dovuta ad un incidente in pit lane con Valtteri Bottas. Nella medesima gara Gasly taglia il traguardo in quinta posizione, non lontano dai primi.
Il Gran Premio del Canada non parte nel migliore dei modi per la Red Bull: una bandiera rossa provocata da Kevin Magnussen nega infatti l'accesso al Q3 per Verstappen, che per la prima volta in stagione si qualifica dietro a Gasly. In gara rimonta fino al 5º posto, mentre il francese conclude solo ottavo. Verstappen parte e conclude quarto in Francia, Gasly arriva decimo dopo una gara anonima. Nel Gran Premio di casa della scuderia, al Red Bull Ring, Verstappen parte secondo; dopo aver perso sette posizioni in partenza risale fino al secondo posto, riuscendo anche a scavalcare il leader della corsa Charles Leclerc con una manovra controversa, ma giudicata regolare dai commissari. Verstappen vince dunque il primo Gran Premio in stagione, riportando la Honda sul gradino più alto del podio tredici anni dopo la vittoria di Jenson Button nel Gran Premio d'Ungheria 2006 con la Honda RA106; Gasly, doppiato, conclude settimo. A Silverstone Verstappen ingaggia nuovamente un duello serrato con la Ferrari di Leclerc dove inizialmente ha la meglio e si issa in "zona podio", ma viene tamponato da Sebastian Vettel chiudendo il Gran Premio al quinto posto mentre Gasly centra il miglior risultato con la scuderia arrivando quarto, subito davanti all'olandese. In Germania, dopo una gara rocambolesca segnata da numerosi incidenti e ritiri, arriva la seconda vittoria stagionale per il team, sempre firmata da Max Verstappen; Gasly è invece costretto al ritiro da una collisione con Alexander Albon negli ultimi giri dopo aver battagliato con il thailandese per la sesta piazza. In Ungheria Verstappen conquista la sua prima pole position in Formula 1 e la prima per la Honda dal Gran Premio d'Australia 2006, pur perdendo la gara a favore di Hamilton. Gasly è ancora una volta doppiato e conclude sesto questa sarà la sua ultima gara in Red Bull. Infatti dopo la pausa estiva c'è una novità: Pierre Gasly viene retrocesso in Toro Rosso, mentre il debuttante Alex Albon effettua il percorso inverso. In Belgio la gara di Verstappen termina al primo giro dopo un contatto con Kimi Räikkönen, mentre Albon, partito 17º, riesce a risalire fino alla quinta posizione. In Italia il thailandese arriva sesto; Verstappen, dopo essere partito dal fondo per la sostituzione della power unit, rimonta fino all'ottava posizione finale. Nel Gran Premio di Singapore Verstappen arriva terzo alle spalle delle due Ferrari, mentre Albon chiude nuovamente sesto. Le successive tre gare non sono troppo positive: se Albon mette in mostra la sua costanza ottenendo tre piazzamenti nei primi 5, tra cui il quinto posto in Russia dopo essere scattato dall'ultima posizione, Verstappen chiude 4º nella stessa gara, si ritira per un guasto ai freni in Giappone, mentre in Messico conquista la pole position, ricevendo poi una penalità in griglia per aver ignorato una bandiera gialle; in gara una foratura causata da un contatto con Valtteri Bottas lo costringe alla sesta posizione finale. Negli Stati Uniti Verstappen e Albon arrivano terzo e quinto. In Brasile Verstappen ottiene la seconda pole stagionale, e vince la gara davanti alla Toro Rosso di Gasly: la Honda ottiene così anche la prima doppietta dal Gran Premio del Giappone 1991 quando furono le due McLaren di Gerhard Berger e Ayrton Senna a passare sotto la bandiera a schacchi rispettivamente primo e secondo. Albon invece, secondo fino a due giri dal termine, esce dalla zona punti dopo un contatto con Lewis Hamilton, che verrà penalizzato per la manovra perdendo il podio a vantaggio di Carlos Sainz Jr.. L'ultima gara ad Abu Dhabi vede Verstappen concludere in seconda posizione, ed Albon arrivare sesto. La stagione si chiude con 417 punti, 2 in meno del 2018, ma con Verstappen terzo in classifica piloti dietro solo al duo Mercedes, ed il terzo posto nei costruttori.

## Piloti
| Piloti ufficiali       | Piloti ufficiali | Piloti ufficiali |
| Nazione                | Nome             | Numero           |
| ---------------------- | ---------------- | ---------------- |
| Paesi Bassi (bandiera) | Max Verstappen   | 33               |
| Francia (bandiera)     | Pierre Gasly     | 10               |
| Thailandia (bandiera)  | Alexander Albon  | 23               |
| Piloti di riserva      |                  |                  |
| Nazione                | Nome             | Nome             |
| Svizzera (bandiera)    | Sébastien Buemi  | Sébastien Buemi  |

## Risultati in Formula 1
| Anno | Team                         | Motore | Gomme | Piloti     |    |   |   |     |   |   |   |    |   |   |    |   |     |   |   |   |     |   |   |    |   | Punti | Pos. |
| ---- | ---------------------------- | ------ | ----- | ---------- | -- | - | - | --- | - | - | - | -- | - | - | -- | - | --- | - | - | - | --- | - | - | -- | - | ----- | ---- |
| 2019 | Aston Martin Red Bull Racing | Honda  | P     | Verstappen | 3  | 4 | 4 | 4   | 3 | 4 | 5 | 4  | 1 | 5 | 1  | 2 | Rit | 8 | 3 | 4 | Rit | 6 | 3 | 1  | 2 | 417   | 3º   |
| 2019 | Aston Martin Red Bull Racing | Honda  | P     | Gasly      | 11 | 8 | 6 | Rit | 6 | 5 | 8 | 10 | 7 | 4 | 14 | 6 |     |   |   |   |     |   |   |    |   | 417   | 3º   |
| 2019 | Aston Martin Red Bull Racing | Honda  | P     | Albon      |    |   |   |     |   |   |   |    |   |   |    |   | 5   | 6 | 6 | 5 | 4   | 5 | 5 | 14 | 6 | 417   | 3º   |

| Legenda | 1º posto     | 2º posto | 3º posto    | A punti         | Senza punti/Non class.  | Grassetto – Pole position Corsivo – Giro più veloce |
| Legenda | Squalificato | Ritirato | Non partito | Non qualificato | Solo prove/Terzo pilota | Grassetto – Pole position Corsivo – Giro più veloce |